# Chris Horrocks
Chris Horrocks (Montréal, 15 novembre 1954) è un ex calciatore canadese, di ruolo difensore.

## Carriera

### Club
Formatosi nel Rosemere HS, milita con il Montréal Olympique dal 1972 al 1973 nella North American Soccer League, non riuscendo con la sua squadra a superare la fase a gironi in entrambe le stagioni.
Nel 1974 gioca con i Québec Selects, selezione nata per rappresentare l'omonima provincia canadese nella NSL.
Nella stagione 1976 passa ai Toronto Metros-Croatia, con cui vinse il campionato battendo in finale i Minnesota Kicks, pur non giocandola.
Nell'edizione seguente passa ai L.V. Quicksilvers, con cui chiude il torneo al quinto ed ultimo posto della Southern Division della Pacific Conference.
Nella stagione 1978 è in forza ai San Diego Sockers.

### Nazionale
Ha giocato nella nazionale di calcio del Canada dieci incontri tra il 1972 ed il 1977, giocando anche per l'Under-20 e l'olimpica.

## Statistiche

### Cronologia presenze e reti in Nazionale
| Cronologia completa delle presenze e delle reti in nazionale ― Canada | Cronologia completa delle presenze e delle reti in nazionale ― Canada | Cronologia completa delle presenze e delle reti in nazionale ― Canada | Cronologia completa delle presenze e delle reti in nazionale ― Canada | Cronologia completa delle presenze e delle reti in nazionale ― Canada | Cronologia completa delle presenze e delle reti in nazionale ― Canada | Cronologia completa delle presenze e delle reti in nazionale ― Canada | Cronologia completa delle presenze e delle reti in nazionale ― Canada |
| Data                                                                  | Città                                                                 | In casa                                                               | Risultato                                                             | Ospiti                                                                | Competizione                                                          | Reti                                                                  | Note                                                                  |
| --------------------------------------------------------------------- | --------------------------------------------------------------------- | --------------------------------------------------------------------- | --------------------------------------------------------------------- | --------------------------------------------------------------------- | --------------------------------------------------------------------- | --------------------------------------------------------------------- | --------------------------------------------------------------------- |
| 29-08-1972                                                            | Baltimora                                                             | Stati Uniti                                                           | 2 – 2                                                                 | Canada                                                                | Qual. Mondiali 1974                                                   | -                                                                     | Ingresso                                                              |
| 05-09-1972                                                            | Città del Messico                                                     | Messico                                                               | 2 – 1                                                                 | Canada                                                                | Qual. Mondiali 1974                                                   | -                                                                     | Ingresso                                                              |
| 01-08-1973                                                            | Toronto                                                               | Canada                                                                | 1 – 3                                                                 | Polonia                                                               | Amichevole                                                            | -                                                                     | Ingresso                                                              |
| 10-11-1973                                                            | Port-au-Prince                                                        | Haiti                                                                 | 5 – 1                                                                 | Canada                                                                | Amichevole                                                            | -                                                                     |                                                                       |
| 12-11-1973                                                            | Port-au-Prince                                                        | Haiti                                                                 | 0 – 1                                                                 | Canada                                                                | Amichevole                                                            | -                                                                     |                                                                       |
| 12-04-1974                                                            | Hamilton                                                              | Bermuda                                                               | 0 – 0                                                                 | Canada                                                                | Amichevole                                                            | -                                                                     |                                                                       |
| 09-10-1974                                                            | Francoforte sull'Oder                                                 | Germania Est                                                          | 2 – 0                                                                 | Canada                                                                | Amichevole                                                            | -                                                                     |                                                                       |
| 31-10-1974                                                            | Varsavia                                                              | Polonia                                                               | 2 – 0                                                                 | Canada                                                                | Amichevole                                                            | -                                                                     |                                                                       |
| 05-01-1975                                                            | L'Avana                                                               | Cuba                                                                  | 4 – 0                                                                 | Canada                                                                | Amichevole                                                            | -                                                                     |                                                                       |
| 11-09-1977                                                            | Port of Spain                                                         | Trinidad e Tobago                                                     | 1 – 1                                                                 | Canada                                                                | Amichevole                                                            | -                                                                     | Ingresso                                                              |
| Totale                                                                |                                                                       | Presenze                                                              | 10                                                                    |                                                                       | Reti                                                                  | 0                                                                     |                                                                       |

## Palmarès
- Campionato NASL: 1

Toronto Metros-Croatia:1976